# 교육 단계
교육 단계 또는 교육 수준은 형식 학습의 하위 구분으로 일반적으로 유아 교육, 초등교육, 중등교육 및 고등교육을 포괄한다. 유네스코(UNESCO)는 국제 표준 교육 분류(ISCED) 시스템에서 9단계(레벨 0(유치원 교육)부터 레벨 8(박사)까지)의 교육 수준을 인정한다. 유네스코 국제교육국(International Bureau of Education)은 국가별 교육 시스템과 그 단계에 대한 데이터베이스를 유지하고 있다. 일부 국가에서는 같은 해에 학교에 다니는 학생들의 학습 수준을 학년이나 형태로 나눈다.

## 같이 보기
- 나라별 교육 문서 목록
- 교육 지수